# Kostice
Kostice är en ort i Tjeckien.   Den ligger i regionen Södra Mähren, i den sydöstra delen av landet, 240 km sydost om huvudstaden Prag. Kostice ligger 167 meter över havet och antalet invånare är 1 864.
Terrängen runt Kostice är platt. Runt Kostice är det ganska tätbefolkat, med 70 invånare per kvadratkilometer. Närmaste större samhälle är Břeclav, 7,2 km väster om Kostice. Trakten runt Kostice består till största delen av jordbruksmark.